# Disney XD (Franciaország)
A Disney XD Franciaország a Disney XD francia adásváltozata. 2009. április 1-én indult.

## Története
Franciaországban Fox Kidsként kezdte a sugárzását, 1997. november 15-től 2004. augusztus 28-ig, mikor a The Walt Disney Company felvásárolta és új csatornát indított a Fox Kids helyén Jetix néven hasonló célközönséggel és műsorokkal. 
2009-ben a The Walt Disney Company úgy döntött, az Egyesült Államokban már Február 13.-a futó csatornát, mely "Disney XD" név  alatt sugároz, kiterjeszti az egész világra, illetve ugyanezt teszi a televíziós csatornájával, a Disney Channel-lel.
A csatorna 2009. április 1-je óta viseli a Disney XD nevet.
Ez a csatorna 6-19 éves kor között ajánlott Franciaországban.  A csatorna Disney által készült tinédzserfilmeket, sorozatokat, és persze más adók műsorait is vetíti.

## Műsorok
- A.T.O.M. – Alpha Teens On Machines
- Aladdin
- Aaron Stone
- Zeke és Luther
- Király Páros
- Benne vagyok a bandában
- Phineas és Ferb
- Laborpatkányok
- Szuperdokik
- Crash és Bernstein
- Zack és Cody élete
- Zack és Cody a fedélzeten
- Varázslók a Waverly helyből
- Milo Murphy törvénye
- Marvel Pókember
- A Pókember elképesztő kalandjai
- Pokémon
- Star Wars: Lázadók
- Lego Star Wars: A Freemaker család kalandjai
- A galaxis őrzői
- Randy Cunningham: Kilencedikes nindzsa
- Rejtélyek városkája
- Szünet